# Jacques Antoine Hippolyte Guibert

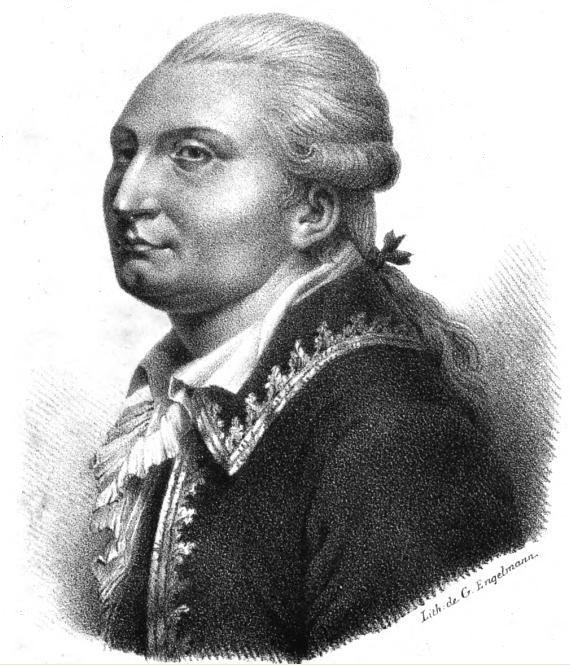
Jacques-Antoine-Hippolyte, comte de Guibert

Jacques-Antoine-Hippolyte, comte de Guibert (* 12. November 1743 in Montauban; † 6. Mai 1790 in Paris) war ein französischer Offizier und Militärschriftsteller.

## Leben
Guibert begleitete seinen Vater, der während des Siebenjährigen Krieges Stabschef bei der in Deutschland stationierten französischen Armee war, und wurde bald als Capitaine übernommen. 1767 nahm Guibert am Feldzug auf Korsika teil, bereiste dann Deutschland und wurde 1788 zum Maréchal de camp befördert und zum Divisions-Inspecteur der Infanterie im Artois ernannt.  
1786 wurde Guibert in die Académie française aufgenommen. Kurz vor der Französischen Revolution plante der französische Kriegsminister Claude-Louis, comte de Saint-Germain eine große Heeresreform, an der Guibert wesentlichen Anteil hatte. Er sprach sich auch bereits für die Einführung einer allgemeinen Wehrpflicht aus.
Guibert verfasste geschichtliche Abhandlungen, Trauerspiele, Reisebeschreibungen, einen Eloge auf Friedrich den Großen, insbesondere aber militärische Schriften.
Jacques Antoine Hippolyte Graf von Guibert starb am 6. Mai 1790 in Paris.

## Veröffentlichungen (Auszug)
- Essai général de tactique, récédé d’un discours sur l’état actuel de la politique et de la science militaire en Europe, 2 Bde. Libraires Associés, London 1772.
- Défense du système de guerre moderne. 2 Bde. Neuchâtel 1779.
- De la force publique. Paris 1790.
- Histoire des la constitution militaire de France. In: Oeuvres militaires. 5 Bde. Paris 1803, hrsg. von Guiberts Witwe, unvollendet.

## Bibliographie
- Beatrice Heuser: Guibert. In: Thomas Jäger, Rasmus Beckmann (Hrsg.): Handbuch Kriegstheorien. Verlag für Sozialwissenschaften, Wiesbaden 2011, S. 198–205.